# Ssajib
Ssajib (싸집?) è il quarto album in studio del rapper sudcoreano Psy, pubblicato il 26 luglio 2006 dalla Seoul Records.

## Tracce
Testi e musiche di PSY, eccetto dove indicato.
1. Alarm – 1:14 (musica: goorapa project)
2. 인스턴트 (feat. Kim Tae-woo) – 3:32 (musica: PSY, Kim Tae-woo, GimJunHyeok)
3. 연예인 – 3:25 (musica: PSY, Yoo Gun-hyung)
4. 어른 (feat. Jodeokbae) – 3:46
5. Jump (feat. Lee Ha-neul) – 3:04 (testo: Lee Ha-neul)
6. 친구놈들아 – 5:05 (musica: PSY, Yoo Gun-hyung)
7. 아름다운 이별2 (feat. Lee Jae-hoon) – 4:06 (testo: PSY, Gim Chang-hwan – musica: PSY, Kim Hyung-suk)
8. 양아치 – 3:01 (musica: Gang Jin-woo)
9. 애주가 (feat. Leessang) – 3:28 (testo: PSY, Gary, Kim Tae-woo – musica: Gary, Gim Jong-ik)
10. We Are the One – 3:20 (musica: Yoo Gun-hyung)
11. 죽은 시인의 사회 (feat. Dynamic Duo, Drunken Tiger, Yoon Mi-rae) – 4:35 (testo: PSY, Dynamic Duo, Drunken Tiger – musica: Gaeko)
12. 노크 (feat. Ivy) – 5:34 (musica: Go Han-jong)
13. 비오니까 – 4:47 (Gang Jin-woo)
14. 싸이코 파티 – 3:27 (musica: Cho PD)